# Liste der Biografien/Sma
Liste der Biografien |
Portal Biografien |
Personensuche
# |
A |
B |
C |
D |
E |
F |
G |
H |
I |
J |
K |
L |
M |
N |
O |
P |
Q |
R |
S |
T |
U |
V |
W |
X |
Y |
Z |
?
 
Sa |
Sb |
Sc |
Sd |
Se |
Sf |
Sg |
Sh |
Si |
Sj |
Sk |
Sl |
Sm |
Sn |
So |
Sp |
Sq |
Sr |
Ss |
St |
Su |
Sv |
Sw |
Sy |
Sz
 
Sma |
Smb |
Sme |
Smi |
Smj |
Smo |
Smr |
Smu |
Smy
Die Liste der Biografien führt alle Personen auf, die in der deutschsprachigen Wikipedia einen Artikel haben. Dieses ist eine Teilliste mit 176 Einträgen von Personen, deren Namen mit den Buchstaben „Sma“ beginnt.

## Sma

### Smaa
- Smaak, Bert (* 1960), niederländischer Schlagzeuger
- Smaalen, Sander van (* 1958), niederländischer Chemiker, Kristallograph und Hochschullehrer

### Smab
- Smabers, Hanneke (* 1973), niederländische Hockeyspielerin
- Smabers, Minke (* 1979), niederländische Hockeyspielerin
- Smaby, Matt (* 1984), US-amerikanischer Eishockeyspieler und -trainer

### Smac
- Smacchi, Sergio (* 1940), italienischer Schauspieler und Stuntman

### Smad
- Smadel, Joseph E. (1907–1963), US-amerikanischer Mediziner und Virologe
- Smadja, Oren (* 1970), israelischer Judoka

### Smag
- Småge, Kim (* 1945), norwegische Schriftstellerin und Journalistin
- Smagghe, Ivan (* 1971), französischer DJ und Musikproduzent
- Smaghulow, Aghybai (* 1956), kasachischer Diplomat
- Smaghulow, Aidyn (* 1976), kirgisischer Judoka
- Smaghulow, Meiram (* 1962), kasachischer Politiker
- Smagorinsky, Joseph (1924–2005), US-amerikanischer Meteorologe

### Smah
- Smaha, Mykola (1938–1981), sowjetischer Leichtathlet
- Smaha, Olena (* 2000), ukrainische Rennrodlerin
- Šmahel, František (1934–2025), tschechischer Historiker

### Smai
- Smail, Doug (* 1957), kanadischer Eishockeyspieler
- Smail, Nassima (* 2001), algerische Hindernisläuferin
- Smailagić, Alen (* 2000), serbischer BasketballspielerAlen Smailagić (* 2000)

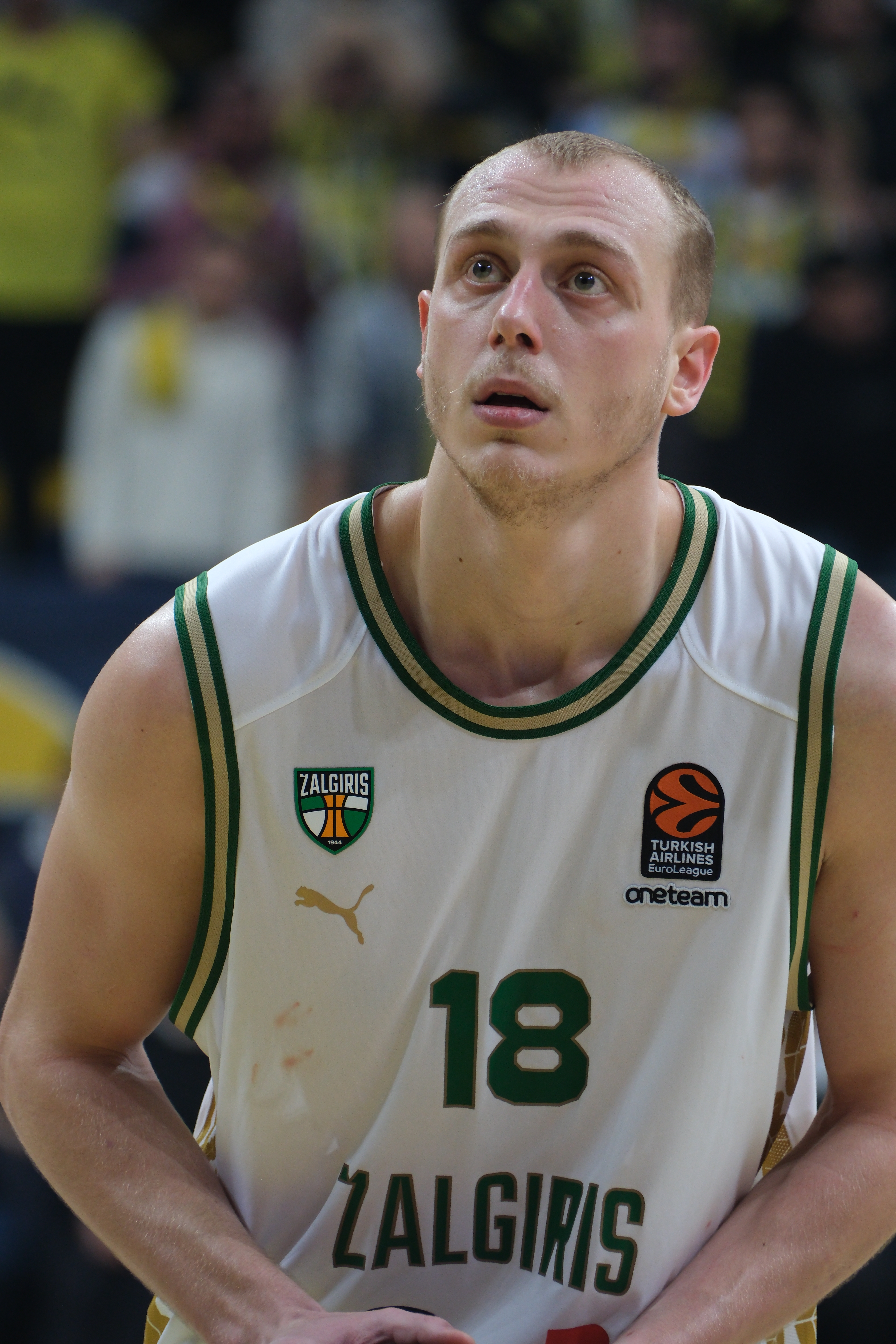
Alen Smailagić (* 2000)

- Smaili, Mostafa (* 1997), marokkanischer Mittelstreckenläufer
- Smaill, Anna (* 1979), neuseeländische Dichterin, Autorin und studierte Violinistin
- Smailović, Vedran (* 1956), bosnischer Cellist
- Smailus, Ortwin (* 1941), deutscher Altamerikanist
- Smaine, Kyle (1991–2023), US-amerikanischer Freestyle-Skisportler

### Smaj
- Šmajda, Miroslav (* 1988), slowakischer Sänger
- Smajewitsch, Matwei Christoforowitsch (1680–1735), Admiral der Baltischen Flotte und Schiffbauer
- Smajic, Adela (* 1993), Schweizer Fernsehmoderatorin und Reality-TV-Teilnehmerin
- Smajlagić, Irfan (* 1961), kroatischer Handballtrainer und -spieler
- Smajlaj, Izmir (* 1993), albanischer Leichtathlet
- Smajylow, Älichan (* 1972), kasachischer Politiker

### Smak
- Smakaj, Art (* 2003), kosovarischer Fußballspieler
- Smakaj, Bashkim (* 1976), kosovarischer Beamter
- Småkasin, Stine (* 1989), norwegische Skispringerin
- Smakula, Alexander (1900–1983), deutsch-amerikanischer Physiker

### Smal
- Smal, Cees (1927–2001), niederländischer Jazzmusiker
- Smal, Ewa (* 1949), polnische Filmeditorin
- Smal, Sjarhej (* 1968), belarussischer Ringer
- Smal-Stozkyj, Roman (1893–1969), ukrainischer Linguist, Hochschullehrer und Botschafter
- Smal-Stozkyj, Stepan (1859–1938), ukrainischer Sprachwissenschaftler und Politiker
- Smalakys, Jonas (1835–1901), litauisch-deutscher Gutsbesitzer und Politiker, MdR
- Smalcalder, Ludwig Conrad (1696–1774), deutscher Jurist, Hochschullehrer und Rektor an der Universität Tübingen
- Smalcerz, Zygmunt (* 1941), polnischer Gewichtheber
- Smaldini, Alfredo (1919–2010), Schweizer Clown und Komiker
- Smaldone, Filippo (1848–1923), italienischer katholischer Priester und Heiliger
- Smale, Alison (* 1955), britische Journalistin und UN-Funktionärin
- Smale, Stephen (* 1930), US-amerikanischer Mathematiker
- Smalian, Heinrich Ludwig (1785–1848), deutscher Oberforstmeister
- Smalian, Karl (1860–1940), deutscher Zoologe und Biologielehrer sowie Lehrbuch-Autor
- Smalian, Paul (1901–1974), deutscher Kunstmaler
- Smaling, Eric (* 1957), niederländischer Politiker
- Small Hands (* 1982), amerikanischer PornodarstellerSmall Hands (* 1982)

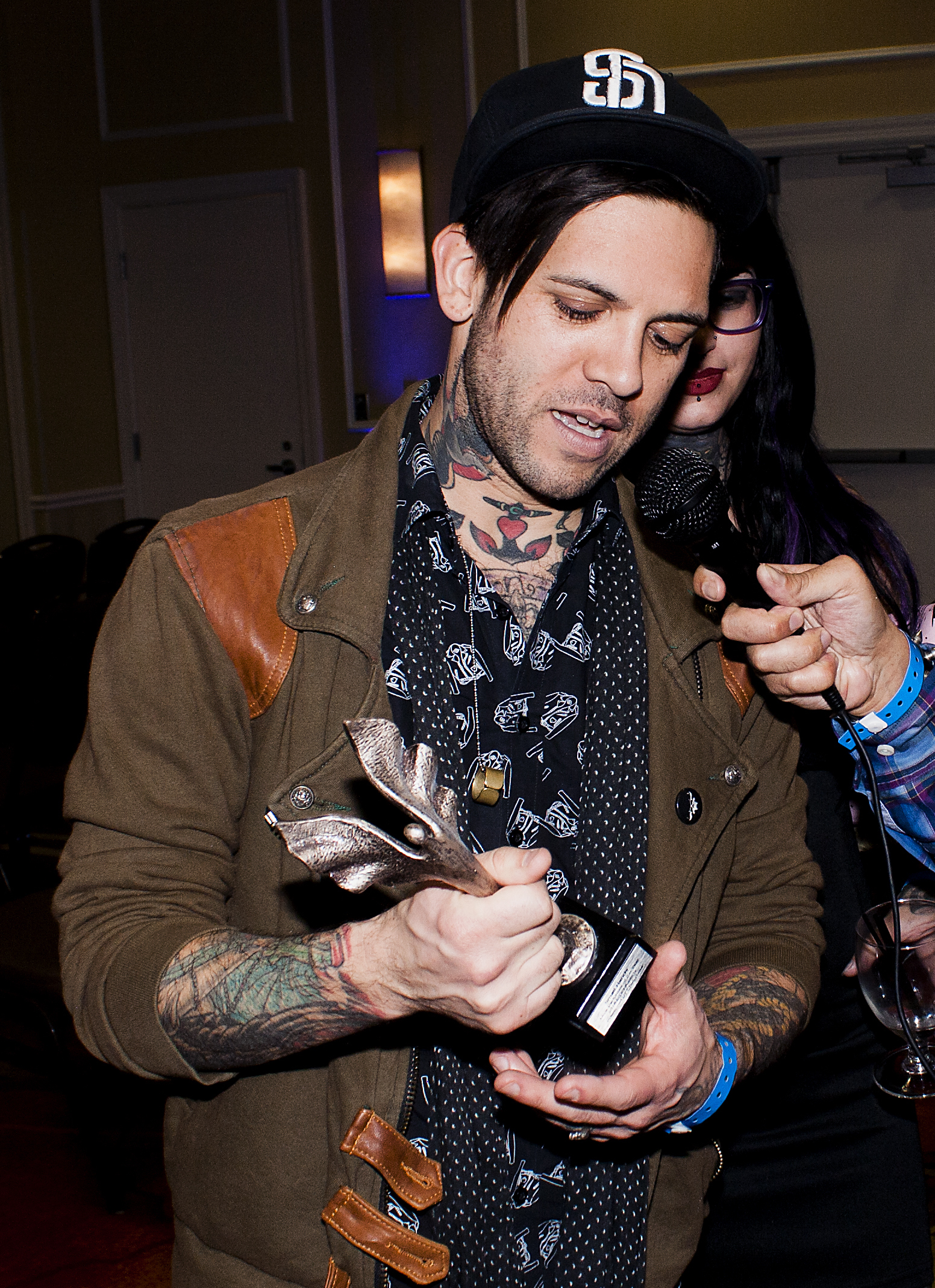
Small Hands (* 1982)

- Small, Adam (1936–2016), südafrikanischer Schriftsteller und Geisteswissenschaftler
- Small, Albion Woodbury (1854–1926), US-amerikanischer Soziologe
- Small, Bertrice (1937–2015), amerikanische Schriftstellerin
- Small, Bruce (1895–1980), australischer Unternehmer und Politiker
- Small, Carmen (* 1980), US-amerikanische Radrennfahrerin und Sportliche Leiterin
- Small, Charles (1927–2017), US-amerikanischer Jazz- und Studiomusiker, Arrangeur und Komponist
- Small, Chris (* 1973), schottischer Snookerspieler
- Small, Christopher (1927–2011), neuseeländischer Musikwissenschaftler und Autor
- Small, Edward (1891–1977), US-amerikanischer Filmproduzent
- Small, Edward Francis (1891–1958), gambischer Politiker
- Small, Frank (1896–1973), US-amerikanischer Politiker
- Small, Greta (* 1995), australische Skirennläuferin
- Small, Heather (* 1965), englische PopsängerinHeather Small (* 1965)

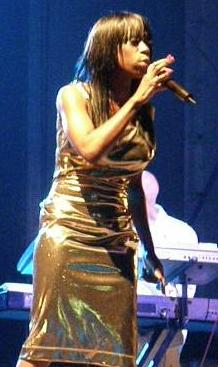
Heather Small (* 1965)

- Small, Henry (* 1941), US-amerikanischer Informationswissenschaftler
- Small, Irving (1891–1955), US-amerikanischer Eishockeyspieler
- Small, John (1946–2012), US-amerikanischer American-Football-Spieler
- Small, John Humphrey (1858–1946), US-amerikanischer Politiker
- Small, John Kunkel (1869–1938), US-amerikanischer Botaniker
- Small, Kim (* 1965), australische Hockeyspielerin
- Small, Lawrence M. (* 1941), US-amerikanischer Bankmanager und vormaliger Leiter der Smithsonian Institution
- Small, Len (1862–1936), US-amerikanischer Politiker
- Small, Mckenzie (* 1999), kanadische Schauspielerin und Sängerin
- Small, Michael (1939–2003), US-amerikanischer Komponist
- Small, Millie (1946–2020), jamaikanische Pop- und Ska-Sängerin
- Small, Richard H. (* 1935), US-amerikanischer Naturwissenschaftler
- Small, Sam (1912–1993), englischer Fußballspieler
- Small, Sami Jo (* 1976), kanadische Eishockeytorhüterin und -funktionärin
- Small, Sharon (* 1967), britische Schauspielerin
- Small, Stephen (* 1969), neuseeländischer Pianist
- Small, Thierry (* 2004), englischer Fußballspieler
- Small, Tracey (* 1965), australische Badmintonspielerin
- Small, William (1734–1775), schottischer Gelehrter, Professor in Virginia, Lehrer von Thomas Jefferson
- Small, William B. (1817–1878), US-amerikanischer Politiker
- Small, William N. (1927–2016), US-amerikanischer Admiral der US Navy
- Smalla, Kornelia (* 1956), deutsche Mikrobiologin und Hochschullehrer
- Smallacombe, Gordon (1907–1957), kanadischer Dreispringer
- Smallbones, Robert Townsend (1884–1976), britischer Diplomat
- Smallenbroek, Jan (1909–1974), niederländischer Politiker (ARP)
- Smallenburg, Nicolaas (1761–1836), niederländischer Rechtswissenschaftler
- Smaller, Marcus, österreichischer Musiker und Songwriter
- Smalley, Dave (* 1963), US-amerikanischer Sänger und Gitarrist
- Smalley, David Allen (1809–1877), US-amerikanischer Jurist und Politiker
- Smalley, Denis (* 1946), neuseeländischer Organist, Komponist und Musiktheoretiker
- Smalley, Richard E. (1943–2005), US-amerikanischer Chemiker, Nobelpreisträger für Chemie (1996)
- Smallie, Todd (* 1970), US-amerikanischer Bassist
- Smalling, Chris (* 1989), englischer Fußballspieler
- Smallman, Guy, britischer Fotojournalist
- Smallman, Kirk (* 1936), US-amerikanischer Filmproduzent und Sachbuchautor
- Smalls, Cliff (1918–2008), US-amerikanischer Jazzmusiker
- Smalls, Henry, US-amerikanischer Kampfsportler und Schauspieler
- Smalls, Joan (* 1988), puerto-ricanisches Model
- Smalls, Robert (1839–1915), US-amerikanischer Politiker
- Smallwood, Denis (1918–1997), britischer Offizier der Luftstreitkräfte des Vereinigten Königreichs
- Smallwood, Harold (1915–1985), US-amerikanischer Sprinter
- Smallwood, Joey (1900–1991), kanadischer Politiker
- Smallwood, Marcus (* 1982), US-amerikanischer Basketballspieler
- Smallwood, Norma (1909–1966), US-amerikanische Schönheitskönigin, 1926 Miss America
- Smallwood, Samuel Nicholas (1772–1824), US-amerikanischer Politiker
- Smallwood, Tucker (* 1944), US-amerikanischer SchauspielerTucker Smallwood (* 1944)

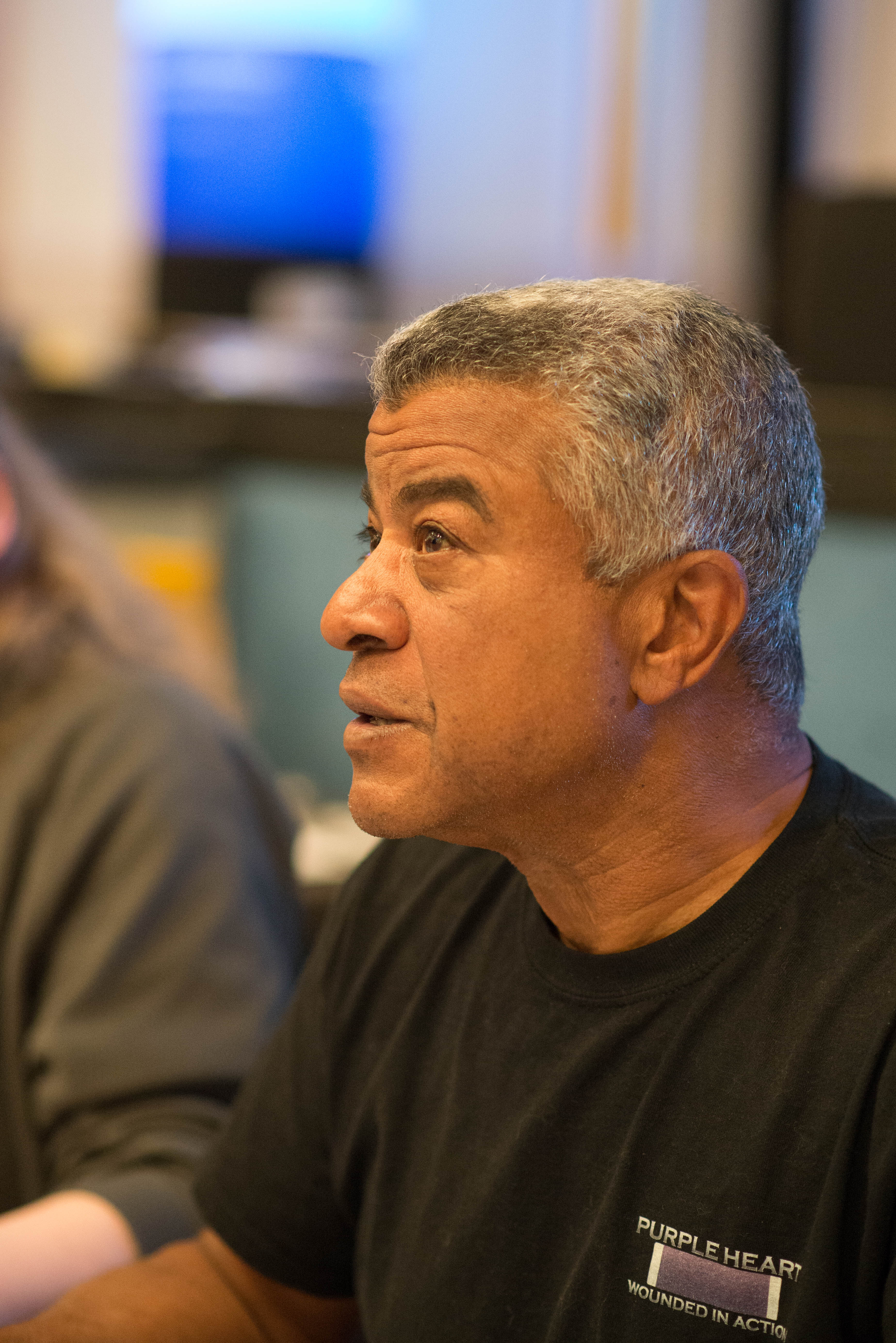
Tucker Smallwood (* 1944)

- Smallwood, William († 1792), US-amerikanischer Politiker
- Smalun, Peter (1939–2023), deutscher Formgestalter
- Smalun, Silvio (* 1979), deutscher Eiskunstläufer

### Sman
- Smaniotto, Roland (1946–2011), luxemburgischer Radrennfahrer
- Smans, Loranne (* 1997), belgische Snowboarderin

### Smaq
- Smaqow, Samat (* 1978), kasachischer Fußballspieler

### Smar
- Smaragd von Saint-Mihiel, Mönch, Schulleiter und schließlich Abt
- Smaragdis, Nikolaos (* 1982), griechischer Volleyball-Nationalspieler
- Smaragdus, byzantinischer Exarch von Ravenna
- Smarandache, Florentin (* 1954), US-amerikanisch-rumänischer Mathematiker, Schriftsteller, Dichter, und Künstler
- Smareglia, Antonio (1854–1929), italienischer Komponist
- Smári McCarthy (* 1984), irisch-isländischer Autor und Aktivist
- Småriset, Marius (* 1977), norwegischer Skispringer
- Smaron, Kenneth (* 1984), US-amerikanischer Pokerspieler
- Smarr, Larry (* 1948), US-amerikanischer Astrophysiker und Informatiker
- Smarsch, Dennis (* 1999), deutscher Fußballtorwart
- Smart, Amelia (* 1998), kanadische Skirennläuferin
- Smart, Amy (* 1976), US-amerikanische SchauspielerinAmy Smart (* 1976)

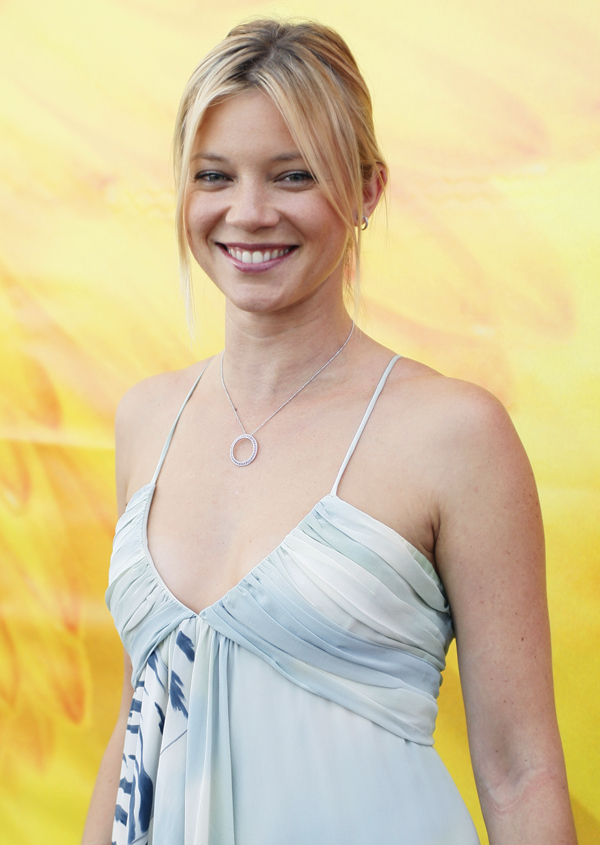
Amy Smart (* 1976)

- Smart, Bally (* 1989), südafrikanischer Fußballspieler
- Smart, Beau Casper (* 1987), US-amerikanischer Schauspieler, Tänzer und Choreograf
- Smart, Bill (* 1948), kanadischer Mittelstreckenläufer
- Smart, Charlie (* 1996), australischer Eishockeytorwart
- Smart, Danai (* 2005), thailändisch-englischer Fußballspieler
- Smart, Donald (* 1942), australischer Hockeyspieler
- Smart, Dulcie, neuseeländische Schauspielerin und Synchronsprecherin
- Smart, Ephraim K. (1813–1872), US-amerikanischer Politiker
- Smart, Erinn (* 1980), US-amerikanische Florettfechterin
- Smart, George (1776–1867), englischer Dirigent, Organist, Geiger und Komponist
- Smart, Henry (1778–1824), englischer Geiger, Bratschist und Komponist
- Smart, Henry (1813–1879), englischer Organist und Komponist
- Smart, Hilary (1925–2000), US-amerikanischer Segler
- Smart, Jacob E. (1909–2006), US-amerikanischer Offizier, General der US Air Force
- Smart, James S. (1842–1903), US-amerikanischer Offizier und Politiker
- Smart, Jean (* 1951), US-amerikanische SchauspielerinJean Smart (* 1951)

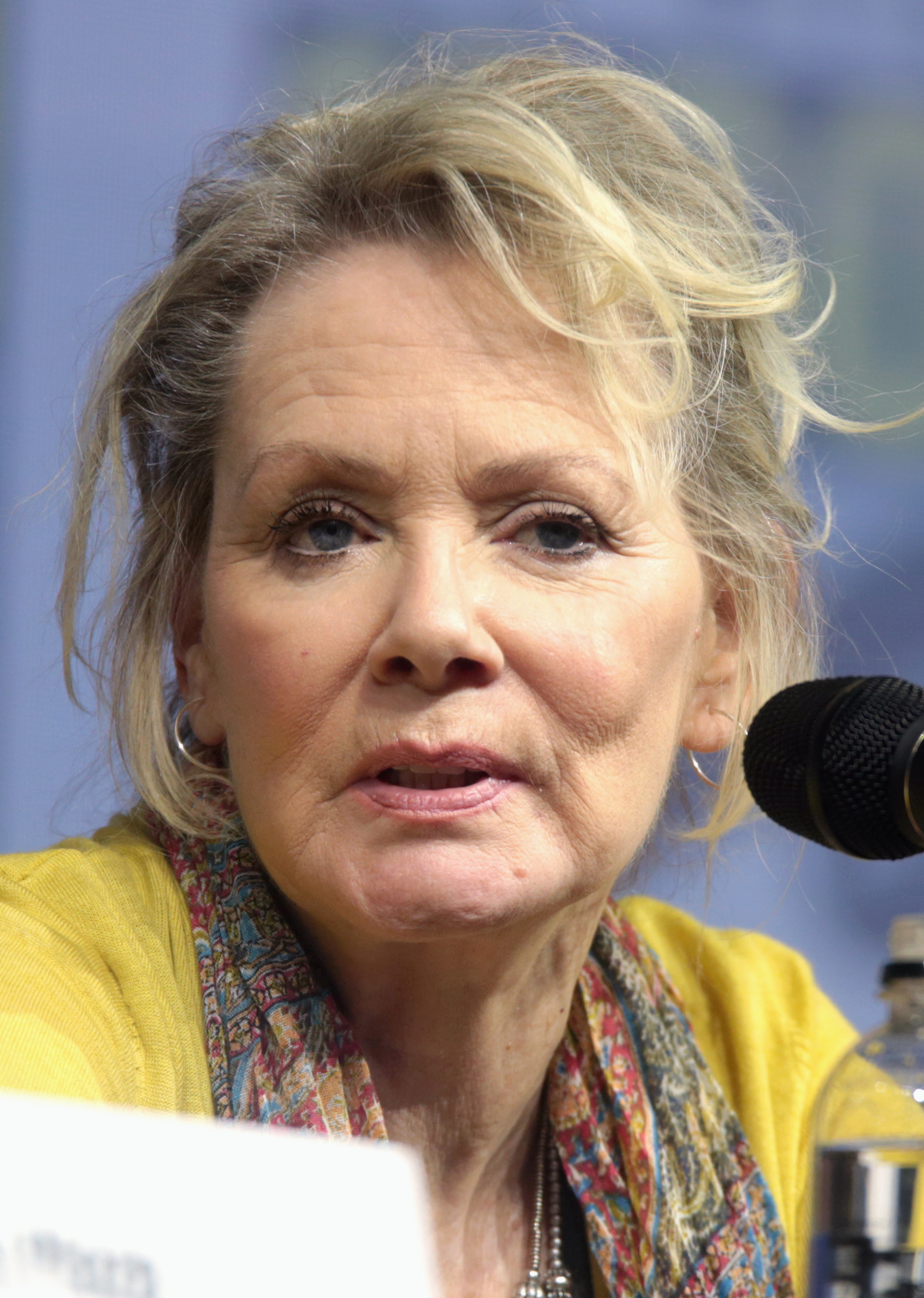
Jean Smart (* 1951)

- Smart, Jeffrey (1921–2013), australischer Maler
- Smart, Jenny (* 1943), britische Sprinterin
- Smart, John (* 1965), kanadischer Freestyle-Skier
- Smart, John Jamieson Carswell (1920–2012), britisch-australischer Philosoph
- Smart, Katherine (* 1965), schottische Brauwissenschaftlerin
- Smart, Keeth (* 1978), US-amerikanischer Säbelfechter
- Smart, Marcus (* 1994), US-amerikanischer Basketballspieler
- Smart, Nick (* 1975), britischer Jazzmusiker (Trompete, Flügelhorn)
- Smart, Nigel (* 1967), britischer Mathematiker
- Smart, Ninian (1927–2001), britischer Religionswissenschaftler bzw. -historiker
- Smart, Olivia (* 1997), britisch-spanische Eistänzerin
- Smart, Pamela (* 1967), US-amerikanische Kriminelle
- Smart, Paul (1892–1979), US-amerikanischer Segler
- Smart, Paul (1943–2021), englischer Motorradrennfahrer
- Smart, Ralph (1908–2001), australisch-britischer Filmregisseur, Filmproduzent, Autor und Filmschaffender
- Smart, Robert Borlase (1881–1947), britischer Maler und Zeichner
- Smart, Sarah (* 1977), britische Schauspielerin
- Smart, Tamara (* 2005), britische Schauspielerin
- Smart-Gilmour, Elizabeth (* 1987), US-amerikanisches EntführungsopferElizabeth Smart-Gilmour (* 1987)

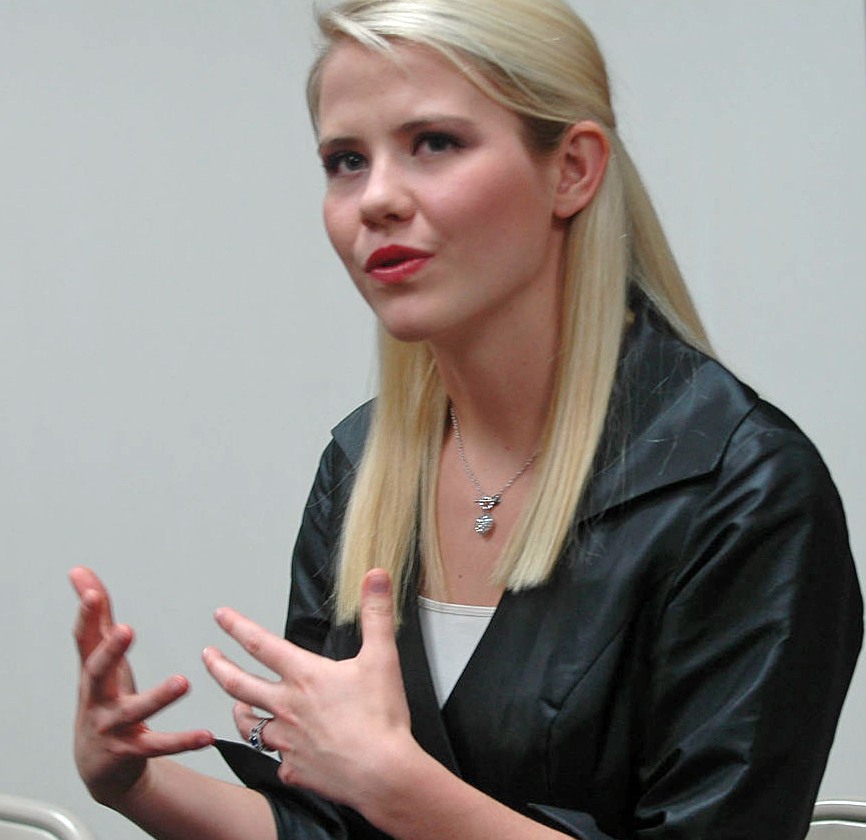
Elizabeth Smart-Gilmour (* 1987)

- Smarth, Rosny (1940–2025), haitianischer Politiker
- Smarzoch, Markus (* 1990), deutscher Fußballspieler
- Smarzowski, Wojciech (* 1963), polnischer Filmregisseur

### Smas
- Smaschnowa, Anna (* 1976), israelische Tennisspielerin

### Smat
- Smatanová, Zuzana (* 1984), slowakische Sängerin
- Smathers, George (1913–2007), US-amerikanischer Politiker
- Smathers, William (1891–1955), US-amerikanischer Politiker und Senator
- Šmatlák, Emil (1916–2006), tschechoslowakischer Kanute
- Smatscheljuk, Wita (* 1981), ukrainische Schauspielerin

### Smau
- Smaus, Gerlinda (1940–2022), tschechische Kriminologin und Soziologin

### Smax
- Smax, Eric (* 1972), deutscher DJ, House-Produzent, House-Musiker

### Smaz
- Smazal, Heiko (* 1974), deutscher Eishockeyspieler